# Carnejy Antoine
Carnejy Antoine (Parigi, 27 luglio 1991) è un calciatore haitiano con cittadinanza francese, attaccante svincolato.

## Carriera

### Club
Ad eccezione della stagione 2013-2014, trascorsa al Bertrix nella quarta divisione belga, ha trascorso tutta la carriera nelle serie minori francesi, senza mai giocare al di sopra della terza divisione.

### Nazionale
Il 5 giugno 2021 ha esordito con la nazionale haitiana giocando l'incontro vinto 0-10 contro Turks e Caicos, valido per le qualificazioni al campionato mondiale di calcio 2022, dove ha realizzato una tripletta.
Ha partecipato alla CONCACAF Gold Cup 2021 ed alla CONCACAF Gold Cup 2023.

## Statistiche

### Cronologia presenze e reti in nazionale
| Cronologia completa delle presenze e delle reti in nazionale ― Haiti | Cronologia completa delle presenze e delle reti in nazionale ― Haiti | Cronologia completa delle presenze e delle reti in nazionale ― Haiti | Cronologia completa delle presenze e delle reti in nazionale ― Haiti | Cronologia completa delle presenze e delle reti in nazionale ― Haiti | Cronologia completa delle presenze e delle reti in nazionale ― Haiti | Cronologia completa delle presenze e delle reti in nazionale ― Haiti | Cronologia completa delle presenze e delle reti in nazionale ― Haiti |
| Data                                                                 | Città                                                                | In casa                                                              | Risultato                                                            | Ospiti                                                               | Competizione                                                         | Reti                                                                 | Note                                                                 |
| -------------------------------------------------------------------- | -------------------------------------------------------------------- | -------------------------------------------------------------------- | -------------------------------------------------------------------- | -------------------------------------------------------------------- | -------------------------------------------------------------------- | -------------------------------------------------------------------- | -------------------------------------------------------------------- |
| 5-6-2021                                                             | Providenciales                                                       | Turks e Caicos                                                       | 0 – 10                                                               | Haiti                                                                | Qual. Mondiali 2022                                                  | 3                                                                    |                                                                      |
| 8-6-2021                                                             | Port-au-Prince                                                       | Haiti                                                                | 1 – 0                                                                | Nicaragua                                                            | Qual. Mondiali 2022                                                  | -                                                                    | 58’                                                                  |
| 12-6-2021                                                            | Port-au-Prince                                                       | Haiti                                                                | 0 – 1                                                                | Canada                                                               | Qual. Mondiali 2022                                                  | -                                                                    | 46’                                                                  |
| 2-7-2021                                                             | Fort Lauderdale                                                      | Haiti                                                                | 6 – 1                                                                | Saint Vincent e Grenadine                                            | Qual. Gold Cup 2021                                                  | 1                                                                    |                                                                      |
| 6-7-2021                                                             | Fort Lauderdale                                                      | Haiti                                                                | 4 – 1                                                                | Bermuda                                                              | Qual. Gold Cup 2021                                                  | -                                                                    | 82’                                                                  |
| 12-7-2021                                                            | Kansas City                                                          | Stati Uniti                                                          | 1 – 0                                                                | Haiti                                                                | Gold Cup 2021 - 1º turno                                             | -                                                                    |                                                                      |
| 15-7-2021                                                            | Kansas City                                                          | Haiti                                                                | 1 – 4                                                                | Canada                                                               | Gold Cup 2021 - 1º turno                                             | -                                                                    |                                                                      |
| 18-7-2021                                                            | Frisco                                                               | Martinica                                                            | 1 – 2                                                                | Haiti                                                                | Gold Cup 2021 - 1º turno                                             | 1                                                                    |                                                                      |
| 27-3-2022                                                            | Fort Lauderdale                                                      | Guatemala                                                            | 2 – 1                                                                | Haiti                                                                | Amichevole                                                           | 1                                                                    | 74’                                                                  |
| 4-6-2022                                                             | Hamilton                                                             | Bermuda                                                              | 0 – 0                                                                | Haiti                                                                | CONCACAF Nations League 2022-2023 - 1º turno                         | -                                                                    |                                                                      |
| 7-6-2022                                                             | Santo Domingo                                                        | Haiti                                                                | 3 – 2                                                                | Montserrat                                                           | CONCACAF Nations League 2022-2023 - 1º turno                         | 1                                                                    | 45’                                                                  |
| 11-6-2022                                                            | Georgetown                                                           | Guyana                                                               | 2 – 6                                                                | Haiti                                                                | CONCACAF Nations League 2022-2023 - 1º turno                         | 1                                                                    | 90’                                                                  |
| 15-6-2022                                                            | Santo Domingo                                                        | Haiti                                                                | 6 – 0                                                                | Guyana                                                               | CONCACAF Nations League 2022-2023 - 1º turno                         | 2                                                                    |                                                                      |
| 25-3-2023                                                            | Lookout                                                              | Montserrat                                                           | 0 – 4                                                                | Haiti                                                                | CONCACAF Nations League 2022-2023 - 1º turno                         | -                                                                    |                                                                      |
| 29-3-2023                                                            | San Cristóbal                                                        | Haiti                                                                | 3 – 1                                                                | Bermuda                                                              | CONCACAF Nations League 2022-2023 - 1º turno                         | 1                                                                    | 45’                                                                  |
| 13-6-2023                                                            | Port-au-Prince                                                       | Haiti                                                                | 3 – 1                                                                | Saint Kitts e Nevis                                                  | Amichevole                                                           | 1                                                                    |                                                                      |
| 25-6-2023                                                            | Houston                                                              | Haiti                                                                | 2 – 1                                                                | Qatar                                                                | Gold Cup 2023 - 1º turno                                             | -                                                                    | 90’                                                                  |
| 29-6-2023                                                            | Glendale                                                             | Haiti                                                                | 1 – 3                                                                | Messico                                                              | Gold Cup 2023 - 1º turno                                             | -                                                                    | 58’                                                                  |
| 3-7-2023                                                             | Charlotte                                                            | Honduras                                                             | 2 – 1                                                                | Haiti                                                                | Gold Cup 2023 - 1º turno                                             | -                                                                    | 45’                                                                  |
| 8-9-2023                                                             | Santo Domingo                                                        | Haiti                                                                | 0 – 0                                                                | Cuba                                                                 | CONCACAF Nations League 2023-2024 - 1º turno                         | -                                                                    | 67’                                                                  |
| 13-9-2023                                                            | Kingston                                                             | Giamaica                                                             | 2 – 2                                                                | Haiti                                                                | CONCACAF Nations League 2023-2024 - 1º Turno                         | -                                                                    | 92’                                                                  |
| Totale                                                               |                                                                      | Presenze                                                             | 21                                                                   |                                                                      | Reti                                                                 | 12                                                                   |                                                                      |